# Cervia
Cervia is een gemeente in de Italiaanse provincie Ravenna (regio Emilia-Romagna) en telt 26.858 inwoners (31-12-2004). De oppervlakte bedraagt 82,2 km², de bevolkingsdichtheid is 315 inwoners per km².
De volgende frazioni maken deel uit van de gemeente: Cannuzzo, Castiglione, Milano Marittima, Montaletto, Pinarella, Pisignano, Savio, Tagliata, Tantlon, Terme en Villa Inferno.

## Demografie
Cervia telt ongeveer 11679 huishoudens. Het aantal inwoners steeg in de periode 1991-2001 met 2,4% volgens cijfers uit de tienjaarlijkse volkstellingen van ISTAT.
| Jaar | Inwoneraantal |
| ---- | ------------- |
| 1991 | 25.294        |
| 2001 | 25.892        |

## Geografie
De gemeente ligt op ongeveer 3 m boven zeeniveau.
Cervia grenst aan de volgende gemeenten: Cesena (FC), Cesenatico (FC) en Ravenna.

## Galerij

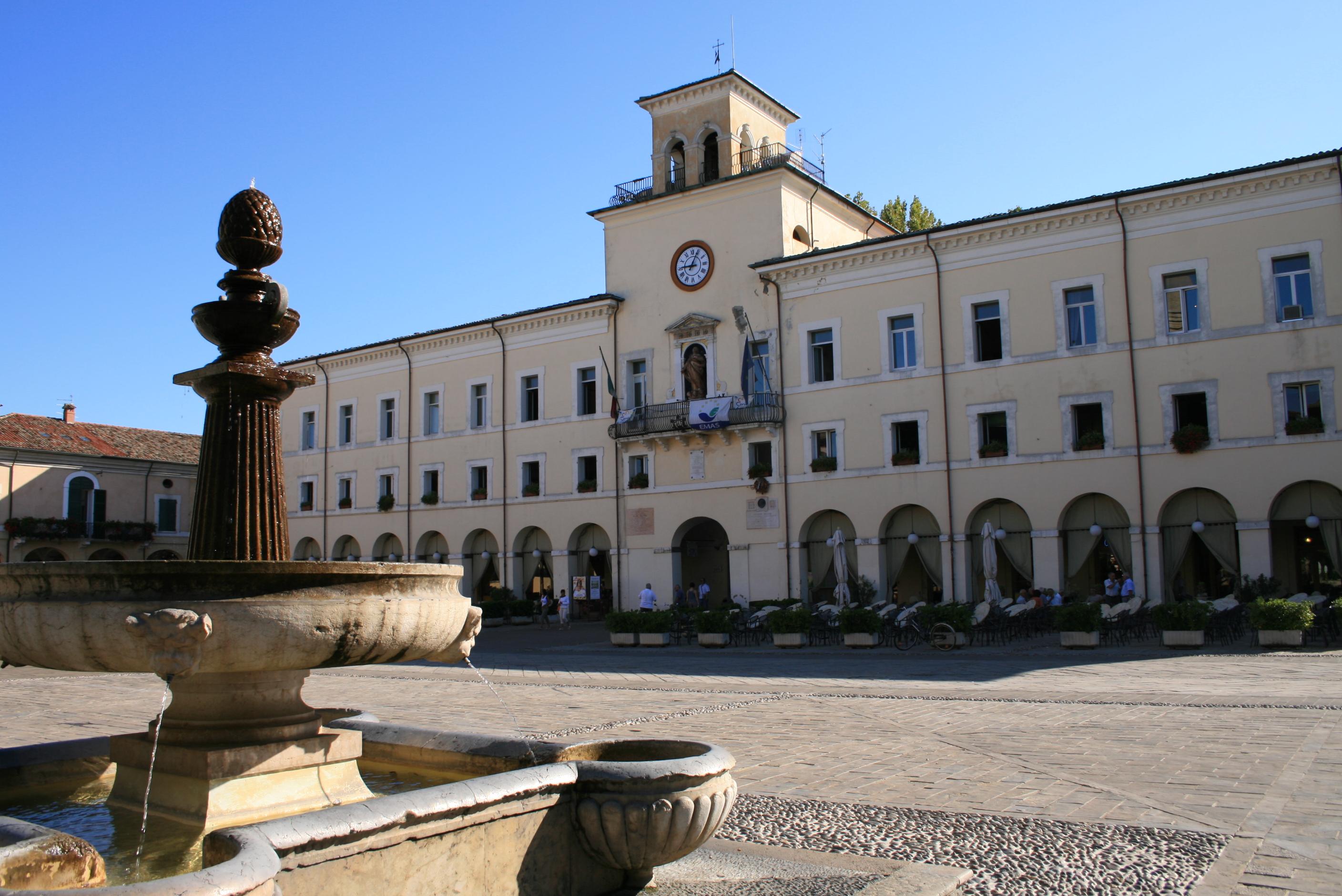
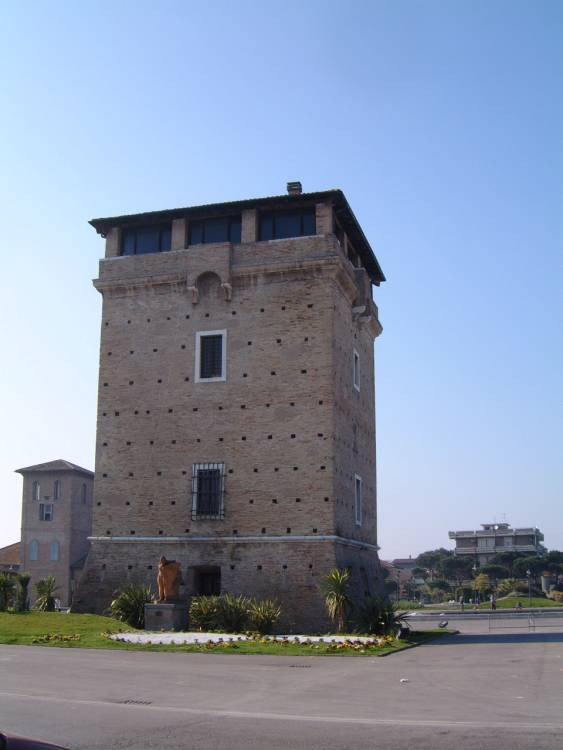
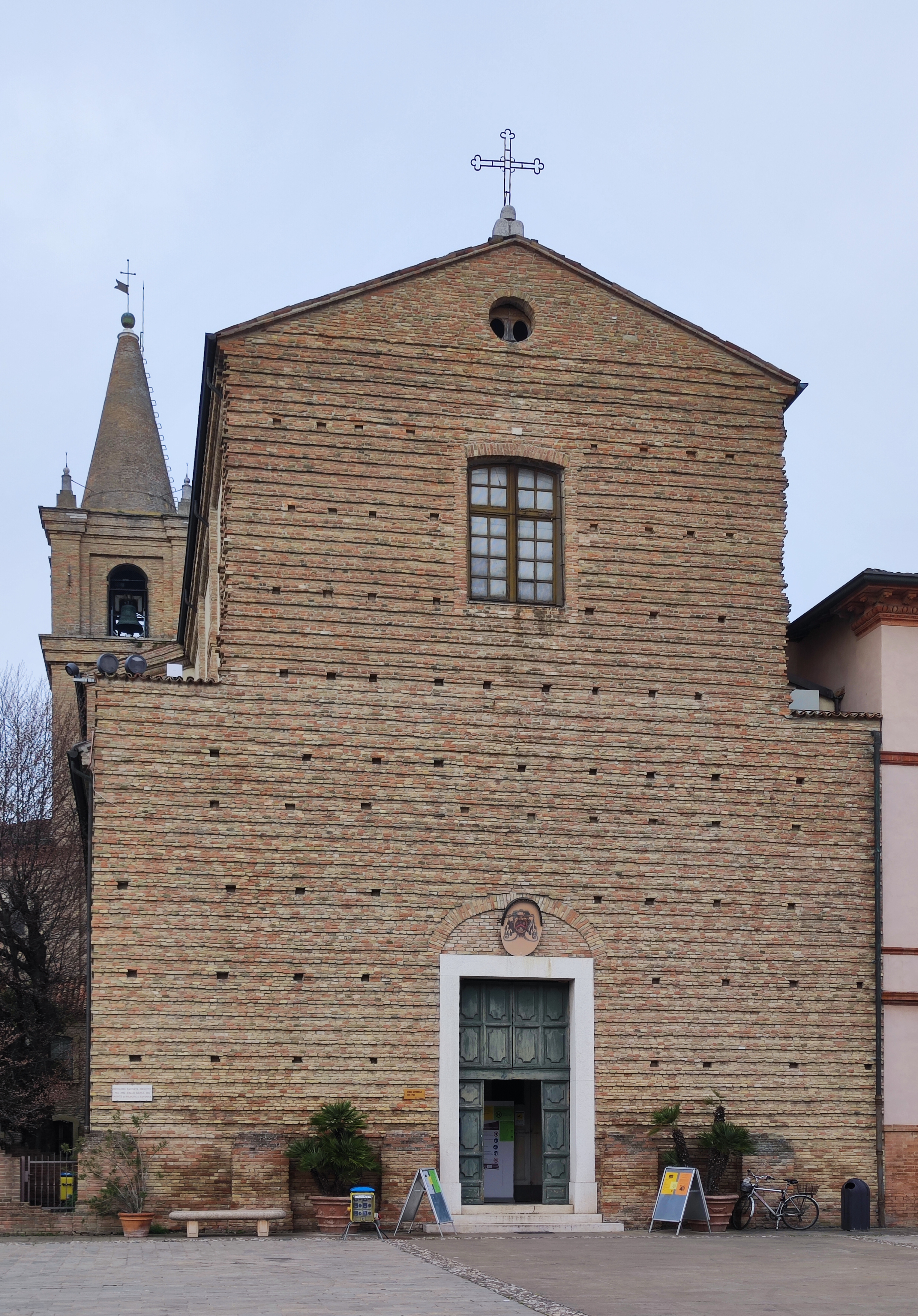
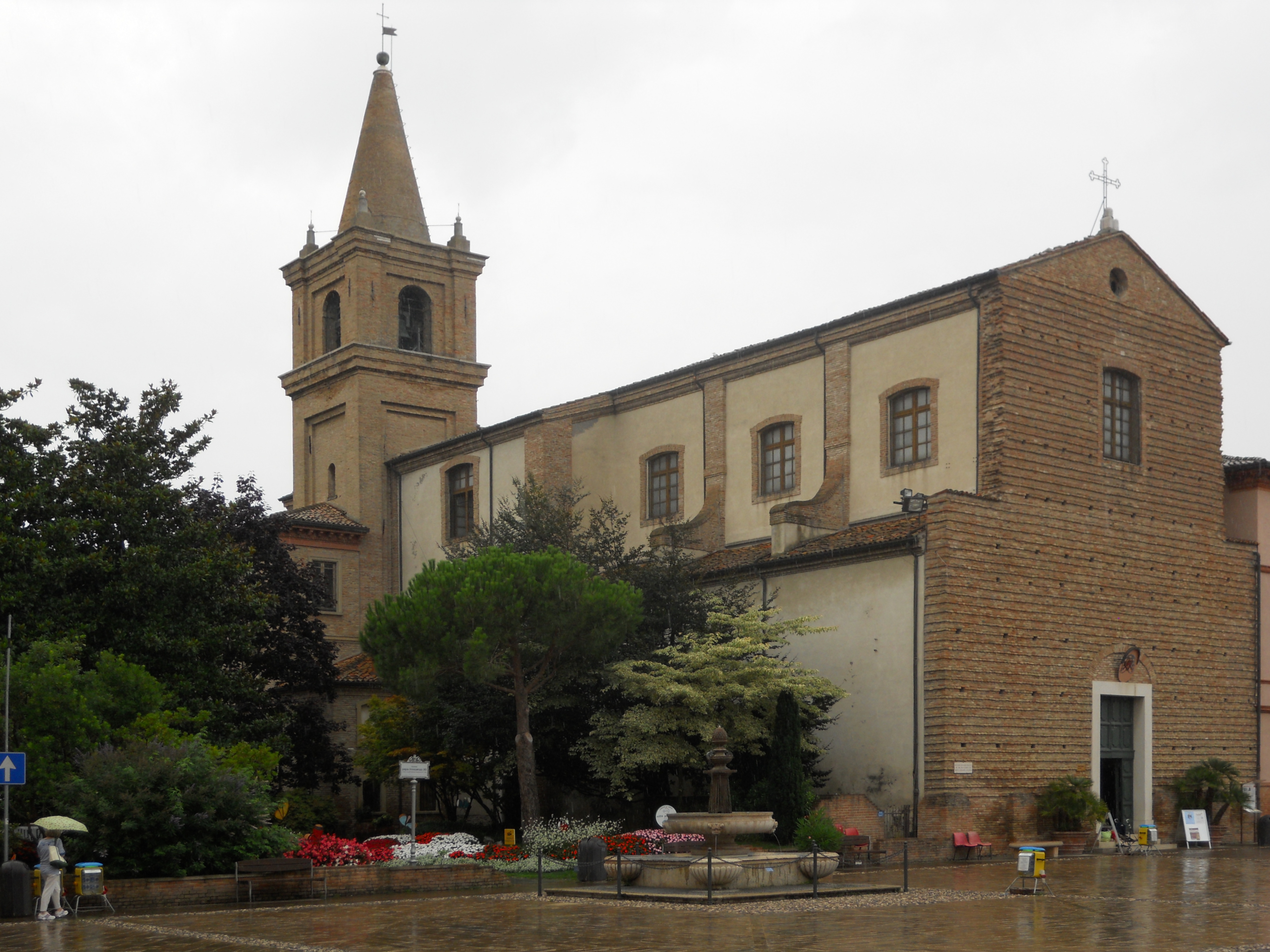
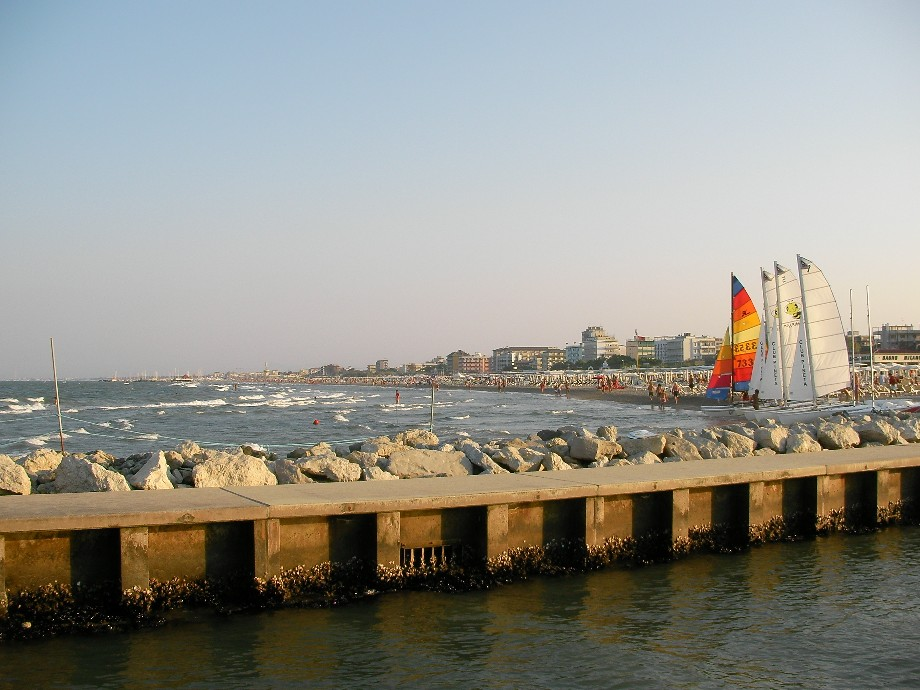

## Stedenband
- Cluj-Napoca, Roemenië

## Geboren
- Bruno Casanova (1964), motorcoureur